# Taking Chances Tour
Taking Chances Tour – jedenasta trasa koncertowa Céline Dion promujący jej album Taking Chances. Koncerty obejmowały cały świat, oprócz Ameryki Południowej.
28 czerwca 2008 roku artystka zaśpiewała w Polsce na krakowskich Błoniach.

## Lista utworów
Angielskojęzyczne:

1. „I Drove All Night” 

2. „The Power of Love”

3. „Taking Chances”

4. „It's All Coming Back to Me Now”

5. „Because You Loved Me”

6. „To Love You More”

7. „New Mego's Flamenco” 

8. „Eyes on Me”

9. „All by Myself”

10. „My Heart Will Go On” remix
11. „I'm Alive” remix

12. „Shadow of Love”

13. „Fade Away"1

14. „Can't Fight the Feelin” 

15. „I'm Your Angel” 

16. „Alone”

17. „Pour que tu m'aimes encore”

18. „Think Twice”
 
19. „My Love”

20. „The Prayer” 

21. „We Will Rock You”

22. „The Show Must Go On”

23. „It's a Man’s Man’s Man’s World”

24. „That's Just the Woman in Me” 

25. „Love Can Move Mountains”

26. „River Deep, Mountain High”

27. „My Heart Will Go On”

Francuskojęzyczne:

1. „I Drove All Night” remix 

2. „I Drove All Night”

3. „J'irai où tu iras” 

4. „The Power of Love” 

5. „Destin”

6. „Taking Chances”

7. „Et s'il n'en restait qu'une (je serais celle-là)” 

8. „New Mego's Flamenco” 

9. „Eyes on Me”

10. „Ziggy” 

11. „L’amour existe encore” 

12. „Dans un autre monde”

13. „All by Myself”

14. „My Heart Will Go On” remix 

15. „I'm Alive” remix

16. „Je Sais Pas”

17. „My Love”

18. „S'il suffisait d'aimer”

19. „Alone” 

20. „The Prayer” 

21. „We Will Rock You”

22. „The Show Must Go On”

24. „It's a Man’s Man’s Man’s World”

25. „Love Can Move Mountains”

26. „River Deep, Mountain High”

27. „My Heart Will Go On”

28. „Pour Que Tu M'aimes Encore"

## Występy przed koncertem
- Jody (Rep. Południowej Afryki)
- Yuna Itō (Japonia)
- Anthony Callea (Australia)
- Arno Carstens (Wielka Brytania)
- Michaël Gregorio (Francja)
- Il Divo (Irlandia)
- Jon Mesek (Niemcy Austria)
- The Story's (Holandia)
- Nordstrøm (Dania)
- Calaisa (Szwecja, Finlandia)
- Lenka Filipová (Czechy)
- Natalia Lesz (Polska)
- Gordie Brown (Stany Zjednoczone, Toronto, Ottawa, Vancouver)
- Véronic Dicaire (Montreal)

## Lista koncertów
| Afryka               |                 |                              |                                      |
| 14 lutego 2008       | Johannesburg    | Południowa Afryka            | Coca-Cola Dome                       |
| 16 lutego 2008       | Pretoria        | Południowa Afryka            | Loftus Versfeld Stadium              |
| 17 lutego 2008       | Pretoria        | Południowa Afryka            | Loftus Versfeld Stadium              |
| 20 lutego 2008       | Durban          | Południowa Afryka            | Kings Park Stadium                   |
| 23 lutego 2008       | Kapsztad        | Południowa Afryka            | Vergelegen Estate                    |
| 24 lutego 2008       | Kapsztad        | Południowa Afryka            | Vergelegen Estate                    |
| 27 lutego 2008       | Port Elizabeth  | Południowa Afryka            | Boet Erasmus Stadium                 |
| 29 lutego 2008       | Johannesburg    | Południowa Afryka            | Montecasino                          |
| 1 marca 2008         | Johannesburg    | Południowa Afryka            | Montecasino                          |
| Azja                 |                 |                              |                                      |
| 5 marca 2008         | Dubaj           | Zjednoczone Emiraty Arabskie | Exiles Rugby Club                    |
| 8 marca 2008         | Tokio           | Japonia                      | Tokyo Dome                           |
| 9 marca 2008         | Tokio           | Japonia                      | Tokyo Dome                           |
| 11 marca 2008        | Osaka           | Japonia                      | Osaka Dome                           |
| 12 marca 2008        | Osaka           | Japonia                      | Osaka Dome                           |
| 15 marca 2008        | Makau           | Chiny                        | Venetian Arena                       |
| 18 marca 2008        | Seul            | Korea Południowa             | Olympic Gymnastics Arena             |
| 19 marca 2008        | Seul            | Korea Południowa             | Olympic Gymnastics Arena             |
| Australia            |                 |                              |                                      |
| 31 marca 2008        | Brisbane        | Australia                    | Brisbane Entertainment Centre        |
| 2 kwietnia 2008      | Melbourne       | Australia                    | Rod Laver Arena                      |
| 5 kwietnia 2008      | Sydney          | Australia                    | Acer Arena                           |
| 6 kwietnia 2008      | Sydney          | Australia                    | Acer Arena                           |
| 8 kwietnia 2008      | Perth           | Australia                    | Perth Oval                           |
| Azja                 |                 |                              |                                      |
| 11 kwietnia 2008     | Szanghaj        | Chiny                        | Stadion z Szanghaju                  |
| 13 kwietnia 2008     | Kuala Lumpur    | Malezja                      | Stadium Merdeka                      |
| Europa               |                 |                              |                                      |
| 2 maja 2008          | Manchester      | Wielka Brytania              | Manchester Evening News Arena        |
| 3 maja 2008          | Manchester      | Wielka Brytania              | Manchester Evening News Arena        |
| 6 maja 2008          | Londyn          | Wielka Brytania              | The O2                               |
| 8 maja 2008          | Londyn          | Wielka Brytania              | The O2                               |
| 10 maja 2008         | Birmingham      | Wielka Brytania              | National Indoor Arena                |
| 13 maja 2008         | Antwerpia       | Belgia                       | Sportpaleis Antwerp                  |
| 14 maja 2008         | Antwerpia       | Belgia                       | Sportpaleis Antwerp                  |
| 16 maja 2008         | Antwerpia       | Belgia                       | Sportpaleis Antwerp                  |
| 19 maja 2008         | Paryż           | Francja                      | Palais Omnisports de Paris-Bercy     |
| 20 maja 2008         | Paryż           | Francja                      | Palais Omnisports de Paris-Bercy     |
| 21 maja 2008         | Paryż           | Francja                      | Palais Omnisports de Paris-Bercy     |
| 24 maja 2008         | Paryż           | Francja                      | Palais Omnisports de Paris-Bercy     |
| 25 maja 2008         | Paryż           | Francja                      | Palais Omnisports de Paris-Bercy     |
| 27 maja 2008         | Paryż           | Francja                      | Palais Omnisports de Paris-Bercy     |
| 30 maja 2008         | Dublin          | Irlandia                     | Croke Park                           |
| 2 czerwca 2008       | Amsterdam       | Holandia                     | Amsterdam Arena                      |
| 5 czerwca 2008       | Kopenhaga       | Dania                        | Parken Stadium                       |
| 7 czerwca 2008       | Sztokholm       | Szwecja                      | Ericsson Globe                       |
| 9 czerwca 2008       | Helsinki        | Finlandia                    | Hartwall Areena                      |
| 12 czerwca 2008      | Berlin          | Niemcy                       | Stadion Olimpijski                   |
| 14 czerwca 2008      | Frankfurt       | Niemcy                       | Commerzbank-Arena                    |
| 16 czerwca 2008      | Stuttgart       | Niemcy                       | Hanns-Martin-Schleyer-Halle          |
| 18 czerwca 2008      | Kolonia         | Niemcy                       | Kölnarena                            |
| 20 czerwca 2008      | Hamburg         | Niemcy                       | Color Line Arena                     |
| 22 czerwca 2008      | Monachium       | Niemcy                       | Stadion Olimpijski                   |
| 24 czerwca 2008      | Zurych          | Szwajcaria                   | Hallenstadion                        |
| 26 czerwca 2008      | Praga           | Czechy                       | O2 Arena                             |
| 28 czerwca 2008      | Kraków          | Polska                       | Błonia krakowskie                    |
| 1 lipca 2008         | Wiedeń          | Austria                      | Wiener Stadthalle                    |
| 3 lipca 2008         | Mediolan        | Włochy                       | Mediolanum Forum                     |
| 5 lipca 2008         | Nicea           | Francja                      | Stade Charles-Ehrmann                |
| 7 lipca 2008         | Arras           | Francja                      | Rynek                                |
| 9 lipca 2008         | Genewa          | Szwajcaria                   | Stade de Genève                      |
| 11 lipca 2008        | Monte Carlo     | Monako                       | Monte Carlo Sporting Club and Casino |
| 12 lipca 2008        | Monte Carlo     | Monako                       | Monte Carlo Sporting Club and Casino |
| Ameryka Północna     |                 |                              |                                      |
| 12 sierpnia 2008     | Boston          | Stany Zjednoczone            | TD Garden                            |
| 13 sierpnia 2008     | Boston          | Stany Zjednoczone            | TD Garden                            |
| 15 sierpnia 2008     | Montreal        | Kanada                       | Centre Bell                          |
| 16 sierpnia 2008     | Montreal        | Kanada                       | Centre Bell                          |
| 19 sierpnia 2008     | Montreal        | Kanada                       | Centre Bell                          |
| 20 sierpnia 2008     | Montreal        | Kanada                       | Centre Bell                          |
| 23 sierpnia 2008     | Montreal        | Kanada                       | Centre Bell                          |
| 25 sierpnia 2008     | Montreal        | Kanada                       | Centre Bell                          |
| 27 sierpnia 2008     | Toronto         | Kanada                       | Air Canada Centre                    |
| 28 sierpnia 2008     | Toronto         | Kanada                       | Air Canada Centre                    |
| 31 sierpnia 2008     | Montreal        | Kanada                       | Centre Bell                          |
| 1 września 2008      | Montreal        | Kanada                       | Centre Bell                          |
| 3 września 2008      | Buffalo         | Stany Zjednoczone            | HSBC Arena                           |
| 5 września 2008      | Filadelfia      | Stany Zjednoczone            | Wachovia Center                      |
| 6 września 2008      | Ledyard         | Stany Zjednoczone            | MGM Grand Foxwoods                   |
| 8 września 2008      | Waszyngton      | Stany Zjednoczone            | Verizon Center                       |
| 10 września 2008     | Newark          | Stany Zjednoczone            | Prudential Center                    |
| 12 września 2008     | Newark          | Stany Zjednoczone            | Prudential Center                    |
| 13 września 2008     | Uniondale       | Stany Zjednoczone            | Nassau Veterans Memorial Coliseum    |
| 15 września 2008     | Nowy Jork       | Stany Zjednoczone            | Madison Square Garden                |
| 16 września 2008     | Nowy Jork       | Stany Zjednoczone            | Madison Square Garden                |
| 18 września 2008     | Uniondale       | Stany Zjednoczone            | Nassau Veterans Memorial Coliseum    |
| 20 września 2008     | Atlantic City   | Stany Zjednoczone            | Boardwalk Hall                       |
| 22 września 2008     | Columbus        | Stany Zjednoczone            | Schottenstein Center                 |
| 24 września 2008     | Cleveland       | Stany Zjednoczone            | Quicken Loans Arena                  |
| 26 września 2008     | Detroit         | Stany Zjednoczone            | The Palace of Auburn Hills           |
| 27 września 2008     | Toronto         | Kanada                       | Air Canada Centre                    |
| 29 września 2008     | Milwaukee       | Stany Zjednoczone            | Bradley Center                       |
| 14 października 2008 | Sacramento      | Stany Zjednoczone            | ARCO Arena                           |
| 16 października 2008 | Portland        | Stany Zjednoczone            | Rose Garden Arena                    |
| 18 października 2008 | Tacoma          | Stany Zjednoczone            | Tacoma Dome                          |
| 20 października 2008 | Vancouver       | Kanada                       | GM Place                             |
| 21 października 2008 | Vancouver       | Kanada                       | GM Place                             |
| 24 października 2008 | Edmonton        | Kanada                       | Rexall Place                         |
| 25 października 2008 | Edmonton        | Kanada                       | Rexall Place                         |
| 27 października 2008 | Winnipeg        | Kanada                       | MTS Centre                           |
| 28 października 2008 | Winnipeg        | Kanada                       | MTS Centre                           |
| 7 listopada 2008     | Ottawa          | Kanada                       | Scotiabank Place                     |
| 29 listopada 2008    | Anaheim         | Stany Zjednoczone            | Honda Center                         |
| 2 grudnia 2008       | Los Angeles     | Stany Zjednoczone            | Staples Center                       |
| 6 grudnia 2008       | Glendale        | Stany Zjednoczone            | Jobing.com Arena                     |
| 9 grudnia 2008       | Meksyk          | Meksyk                       | Palacio de los Deportes              |
| 11 grudnia 2008      | Guadalajara     | Meksyk                       | Arena VFG                            |
| 13 grudnia 2008      | Monterrey       | Meksyk                       | Monterrey Arena                      |
| 16 grudnia 2008      | Chicago         | Stany Zjednoczone            | United Center                        |
| 18 grudnia 2008      | Minneapolis     | Stany Zjednoczone            | Target Center                        |
| 21 grudnia 2008      | Indianapolis    | Stany Zjednoczone            | Conseco Fieldhouse                   |
| 3 stycznia 2009      | Kansas City     | Stany Zjednoczone            | Sprint Center                        |
| 5 stycznia 2009      | Dallas          | Stany Zjednoczone            | American Airlines Center             |
| 7 stycznia 2009      | San Antonio     | Stany Zjednoczone            | AT&T Center                          |
| 9 stycznia 2009      | Houston         | Stany Zjednoczone            | Toyota Center                        |
| 10 stycznia 2009     | Nowy Orlean     | Stany Zjednoczone            | New Orleans Arena                    |
| 13 stycznia 2009     | Nashville       | Stany Zjednoczone            | Sommet Center                        |
| 15 stycznia 2009     | Birmingham      | Stany Zjednoczone            | BJCC Arena                           |
| 17 stycznia 2009     | Atlanta         | Stany Zjednoczone            | Philips Arena                        |
| 21 stycznia 2009     | Raleigh         | Stany Zjednoczone            | RBC Center                           |
| 23 stycznia 2009     | Miami           | Stany Zjednoczone            | American Airlines Arena              |
| 28 stycznia 2009     | Tampa           | Stany Zjednoczone            | St. Pete Times Forum                 |
| 30 stycznia 2009     | Fort Lauderdale | Stany Zjednoczone            | BankAtlantic Center                  |
| 31 stycznia 2009     | San Juan        | Portoryko                    | José Miguel Agrelot Coliseum         |
| 2 lutego 2009        | Tulsa           | Stany Zjednoczone            | BOK Center                           |
| 4 lutego 2009        | Saint Louis     | Stany Zjednoczone            | Scottrade Center                     |
| 7 lutego 2009        | Windsor         | Kanada                       | The Colosseum at Caesars Windsor     |
| 9 lutego 2009        | Québec          | Kanada                       | Colisée Pepsi                        |
| 10 lutego 2009       | Québec          | Kanada                       | Colisée Pepsi                        |
| 12 lutego 2009       | Montreal        | Kanada                       | Centre Bell                          |
| 14 lutego 2009       | Montreal        | Kanada                       | Centre Bell                          |
| 15 lutego 2009       | Montreal        | Kanada                       | Centre Bell                          |
| 20 lutego 2009       | San Jose        | Stany Zjednoczone            | HP Pavilion                          |
| 22 lutego 2009       | Salt Lake City  | Stany Zjednoczone            | EnergySolutions Arena                |
| 24 lutego 2009       | Denver          | Stany Zjednoczone            | Pepsi Center                         |
| 26 lutego 2009       | Omaha           | Stany Zjednoczone            | Qwest Center Omaha                   |